# Leonardo Martinelli
Leonardo Martinelli (Rio de Janeiro, 16 de maio de 1998) é um cineasta brasileiro. Realizou filmes exibidos em mais de trezentos festivais de cinema de todo o mundo, como Cannes, Locarno, Toronto, San Sebastián, BFI London, Rio e outros, tendo conquistado dezenas de prêmios, incluindo o Leopardo de Ouro de curta-metragem no Festival de Locarno e três Kikitos no Festival de Gramado.

## Carreira
É Mestre em Comunicação Social pela PUC-Rio, graduado em Cinema e Audiovisual pela UNESA e técnico em Roteiro para Mídias Digitais pelo NAVE Rio. Em 2017, estreou nos festivais como diretor com o filme Vidas Cinzas, que realizou aos dezoito anos e foi premiado com o Troféu Calunga de Melhor Curta-Metragem em 2018. O curta foi selecionado em mais de cem festivais de cinema e conquistou mais de trinta prêmios na América, África e Europa. No Brasil, o filme é exibido na televisão através do Canal Brasil.
Em 2018, estreou o curta-metragem Lembra na competição do Festival do Rio, onde saiu premiado com o Troféu Redentor de Melhor Curta-Metragem da mostra Novos Rumos. Posteriormente, a obra foi escolhida como filme de abertura do Festival Ecrã de 2019, no Museu de Arte Moderna do Rio de Janeiro. Novamente no Festival do Rio, em 2019, estreou o curta documentário Copacabana Madureira. Exibido em festivais como Toulouse, Tiradentes e outros, foi indicado ao Prêmio Guarani de Cinema Brasileiro. O filme foi bem recebido pela crítica, que destacou o caráter experimental e confrontativo da obra. Estreou o curta-metragem O Prazer de Matar Insetos no Festival Biarritz Amérique Latine de 2020, um dos mais relevantes festivais dedicados ao cinema latino-americano. No Brasil, o filme foi premiado no Curta Cinema e no Festival de Vitória.
Foi citado como parte dos Top 10 Novos Cineastas Brasileiros em uma lista feita pelo portal Papo de Cinema através de uma votação entre críticos do site e convidados. Ainda em 2020, atuou como curador na Mostra Meteoro de Curtas, um programa de exibição, debate e lançamento online de curta-metragens nacionais contemporâneos através do canal Meteoro Brasil.
Em 2021, estreou o musical Fantasma Neon no Festival de Locarno, onde foi premiado com o Leopardo de Ouro de Melhor Curta-Metragem Internacional. Estrelado por Dennis Pinheiro e Silvero Pereira, o filme seguiu carreira em importantes festivais internacionais como San Sebastián, BFI London, Clermont-Ferrand, Palm Springs, Guadalajara, Vancouver, Montreal, Gent, Uppsala, Winterthur e outros. No mesmo ano, Martinelli foi convidado para voltar a Suíça para se apresentar como o Artista em Residência no Festival de Winterthur. No Brasil, o curta foi premiado no Festival do Rio, Festival de Vitória, Kinoforum, Mix Brasil e outros, além de ter sido premiado com quatro Kikitos no Festival de Gramado, conquistando o prêmio de Melhor Filme de forma unânime pelo júri. O filme foi citado pelo Estadão como um dos melhores do ano, sendo o único curta-metragem a fazer parte da lista. Fantasma Neon também foi eleito pela Associação Brasileira de Críticos de Cinema como o Melhor Curta-Metragem de 2022.
Em 2022, foi convidado para apresentar retrospectivas de seus curtas na Bolívia, no Festival Internacional de Cine de la UMSA, e na Turquia, na programação do Uşak Short Film Festival. O festival boliviano descreveu a filmografia de Martinelli como um cinema que explora as tensões do Brasil de hoje, com seus conflitos políticos e sociais, através de um olhar crítico e não necessariamente esperançoso.
Atualmente desenvolve seu primeiro longa-metragem, "Fantasma Neon", baseado em seu curta-metragem homônimo. O projeto foi premiado na primeira edição da Locarno Residency, uma residência de roteiro promovida pelo Festival de Locarno, e pelo BAL-LAB do Festival de Biarritz.

## Filmografia

### Como diretor
| Ano  | Título                    | Título Internacional         | Gênero                    | Formato        | Fonte  |
| ---- | ------------------------- | ---------------------------- | ------------------------- | -------------- | ------ |
| 2017 | Vidas Cinzas              | Life in Gray                 | Falso-documentário        | curta-metragem | [ 47 ] |
| 2018 | Lembra                    | Remember                     | Ficção                    | curta-metragem | [ 48 ] |
| 2019 | Copacabana Madureira      | Around Copacabana            | Documentário experimental | curta-metragem | [ 49 ] |
| 2020 | O Prazer de Matar Insetos | The Pleasure of Killing Bugs | Ficção                    | curta-metragem | [ 50 ] |
| 2021 | Fantasma Neon             | Neon Phantom                 | Ficção                    | curta-metragem | [ 51 ] |
| 2023 | Pássaro Memória           | A Bird Called Memory         | Ficção                    | curta-metragem | [ 52 ] |
| 2025 | Samba Infinito            | Samba Infinito               | Ficção                    | curta-metragem | [ 53 ] |

## Principais prêmios e indicações
| Ano  | Prêmio                                             | Categoria                                               | Trabalho indicado         | Resultado |        |
| ---- | -------------------------------------------------- | ------------------------------------------------------- | ------------------------- | --------- | ------ |
| 2018 | Cine PE                                            | Troféu Calunga de Melhor Curta-Metragem                 | Vidas Cinzas              | Venceu    | [ 54 ] |
| 2018 | Festival Caminhos do Cinema Português              | Melhor Curta-Metragem Internacional                     | Vidas Cinzas              | Venceu    | [ 55 ] |
| 2018 | Festival do Rio                                    | Troféu Redentor de Melhor Curta-Metragem (Novos Rumos)  | Lembra                    | Venceu    | [ 56 ] |
| 2019 | Cine PE                                            | Troféu Calunga de Melhor Curta-Metragem                 | Lembra                    | Indicado  | [ 57 ] |
| 2019 | Festival do Rio                                    | Troféu Redentor de Melhor Curta-Metragem                | Copacabana Madureira      | Indicado  | [ 58 ] |
| 2020 | Mostra de Cinema de Tiradentes                     | Troféu Barroco do Júri Popular                          | Copacabana Madureira      | Indicado  | [ 59 ] |
| 2020 | Prêmio Guarani de Cinema Brasileiro                | Melhor Curta-Metragem Documentário                      | Copacabana Madureira      | Indicado  | [ 60 ] |
| 2020 | Festival Caminhos do Cinema Português              | Melhor Curta-Metragem Internacional                     | Copacabana Madureira      | Venceu    | [ 55 ] |
| 2020 | FEST - New Directors/New Films Festival            | Melhor Filme Experimental                               | Copacabana Madureira      | Venceu    | [ 61 ] |
| 2020 | Festival Biarritz Amérique Latine                  | Melhor Curta-Metragem                                   | O Prazer de Matar Insetos | Indicado  | [ 62 ] |
| 2020 | Curta Cinema                                       | Prêmio do Panorama Carioca                              | O Prazer de Matar Insetos | Venceu    | [ 63 ] |
| 2021 | Locarno Film Festival                              | Leopardo de Ouro de Melhor Curta-Metragem Internacional | Fantasma Neon             | Venceu    | [ 64 ] |
| 2021 | San Sebastián International Film Festival          | Melhor Curta-Metragem                                   | Fantasma Neon             | Indicado  | [ 65 ] |
| 2021 | BFI London Film Festival                           | Melhor Curta-Metragem                                   | Fantasma Neon             | Indicado  | [ 66 ] |
| 2022 | Clermont-Ferrand International Short Film Festival | Melhor Curta-Metragem da Lab Competition                | Fantasma Neon             | Indicado  | [ 67 ] |
| 2022 | Festival Internacional de Cinema de Cartagena      | Melhor Curta-Metragem                                   | Fantasma Neon             | Indicado  | [ 38 ] |
| 2022 | Festival de Cinema de Gramado                      | Kikito de Melhor Curta-Metragem pelo Júri Oficial       | Fantasma Neon             | Venceu    | [ 68 ] |
| 2022 | Festival de Cinema de Gramado                      | Kikito de Melhor Curta-Metragem pelo Júri da Crítica    | Fantasma Neon             | Venceu    | [ 68 ] |
| 2022 | Festival de Cinema de Gramado                      | Kikito de Melhor Direção em Curta-Metragem              | Fantasma Neon             | Venceu    | [ 68 ] |
| 2022 | Festival de Cinema de Gramado                      | Prêmio de Aquisição do Canal Brasil                     | Fantasma Neon             | Venceu    | [ 68 ] |
| 2022 | Festival Biarritz Amérique Latine                  | Melhor Curta-Metragem                                   | Fantasma Neon             | Venceu    | [ 69 ] |
| 2022 | Festival do Rio                                    | Troféu Redentor de Melhor Direção (Novos Rumos)         | Fantasma Neon             | Venceu    | [ 70 ] |
| 2022 | Festival de Cinema de Vitória                      | Prêmio Especial do Júri                                 | Fantasma Neon             | Venceu    | [ 71 ] |
| 2022 | Festival de Cinema de Vitória                      | Melhor Curta-Metragem pelo Júri Popular                 | Fantasma Neon             | Venceu    | [ 71 ] |
| 2022 | Palm Springs ShortFest                             | Melhor Curta-Metragem                                   | Fantasma Neon             | Indicado  | [ 72 ] |
| 2023 | Prêmio Guarani de Cinema Brasileiro                | Melhor Curta-Metragem Ficção                            | Fantasma Neon             | Venceu    | [ 73 ] |
| 2023 | Prêmio Abraccine                                   | Melhor Curta-Metragem Brasileiro                        | Fantasma Neon             | Venceu    | [ 43 ] |
| 2023 | Grande Prêmio do Cinema Brasileiro                 | Melhor Curta-Metragem de Ficção                         | Fantasma Neon             | Indicado  | [ 74 ] |
| 2023 | Locarno Film Festival                              | Leopardo de Ouro de Melhor Curta-Metragem Internacional | Pássaro Memória           | Indicado  | [ 75 ] |
| 2023 | Festival de Cinema de Gramado                      | Kikito de Melhor Curta-Metragem pelo Júri Oficial       | Pássaro Memória           | Indicado  | [ 76 ] |
| 2023 | Toronto International Film Festival                | Short Cuts Award                                        | Pássaro Memória           | Indicado  | [ 77 ] |
| 2023 | Festival do Rio                                    | Troféu Redentor de Melhor Curta-Metragem                | Pássaro Memória           | Indicado  | [ 78 ] |